# Antongomena Bevary
Antongomena Bevary is een plaats en commune in het noordwesten van Madagaskar, behorend tot het district Mitsinjo, dat gelegen is in de regio Boeny. Tijdens een volkstelling in 2001 telde de plaats 13.182 inwoners.
De plaats biedt enkel lager onderwijs aan. 94 % van de bevolking werkt als landbouwer en 5 % verdient zijn brood als visser. Het belangrijkste landbouwproduct is rijst; andere belangrijke producten zijn maniok en zoete aardappelen. Verder is 1% actief in de dienstensector.